# VideoPad Editor
VideoPad Video Editor (o simplement VideoPad ) és una aplicació d'edició de vídeo desenvolupada per NCH Software . Es complementa amb els complements VirtualDub que funcionen amb el programa. VideoPad integra WavePad, un programa d'edició de so; MixPad, un programa de mescla de so; i PhotoPad, un editor d'imatges.

## Característiques
El VideoPad admet els formats de fitxer d'ús freqüent incloent Audio Video Interleave (AVI), Windows Media Video (WMV), 3GP i DivX. Admet càrregues directes de vídeos a YouTube, Flickr i Facebook.
VideoPad utilitza dues pantalles: la primera per a una revisió preliminar dels fragments de vídeo i àudio escollits i la segona per revisar tota la pista. L'aplicació admet diversos efectes de vídeo, inclosos els que impliquen llum, color, transicions i text.
VideoPad es pot descarregar com un programa de prova. L'edició gratuïta té funcions limitades, en particular només s'admet l'exportació AVI i WMV, mentre que la versió de pagament té funcions més avançades. VideoPad Master Edition admet connectors mentre que la versió gratuïta no. L'edició no gratuïta no limita les pistes de vídeo simultànies, però la gratuïta permet com a màxim dues pistes simultànies i limita les opcions de tipus de fitxer d'exportació un cop caduqui el període de prova. VideoPad també està disponible a Steam.

## Recepció
VideoPad ha rebut crítiques generalment favorables de CNET i TopTenReviews, però s'ha observat que és vulnerable a problemes de renderització.
Redding Record Searchlight columnist Andrea La columnista de Redding Record Searchlight Andrea Eldridge va escriure el 2012 que el "VideoPad fàcil d'utilitzar ofereix funcions avançades als principiants". Va dir que VideoPad té una funció de veu en off que Windows Movie Maker no tenia. La funció permet als usuaris gravar la seva pròpia narració o penjar enregistraments existents. Softonic.com va dir que VideoPad era "simple" i "fàcil d'utilitzar", però va assenyalar que "els usuaris més avançats sens dubte el trobaran massa bàsic" i va lamentar que el programa tingués "només tres [transicions]". Danny Chadwick de Top Ten Reviews va puntuar VideoPad amb un 6,15/10. Va dir que l'aplicació era "genial per a principiants", però que no tenia "moltes de les transicions o extres que són estàndard en aplicacions similars". El màxim col·laborador de PC, Ben Kim, va declarar el 2014 que "VideoPad és fàcilment el millor editor de vídeo gratuït disponible". Kim va escriure que VideoPad és "un editor estel·lar que aconsegueix empaquetar un nombre gairebé obscè de funcions en un paquet sorprenentment digerible".

## Editors gratis

### Actius
- Avidemux (Linux, macOS, Windows)
- Losslesscut (Linux, macOS, Windows)
- Blender VSE (Linux, FreeBSD, macOS, Windows)
- Cinelerra (Linux, FreeBSD)
- FFmpeg (Linux, macOS, Windows) – CLI only; no visual feedback
- Flowblade (Linux)
- Kdenlive (Linux, FreeBSD, macOS, Windows)
- LiVES (BSD, IRIX, Linux, Solaris)
- Olive (Linux, macOS, Windows) - currently in alpha
- OpenShot (Linux, FreeBSD, macOS, Windows)
- Pitivi (Linux, FreeBSD)
- Shotcut (Linux, FreeBSD, macOS, Windows)

### Inactius
- Kino (Linux, FreeBSD)
- VirtualDub (Windows)
- VirtualDubMod (Windows)
- VideoLan Movie Creator (VLMC) (Linux, macOS, Windows)

### Actius
- ActivePresenter (Windows) – Also screencast software
- DaVinci Resolve (macOS, Windows, Linux)
- Freemake Video Converter (Windows)
- iMovie (iOS, macOS)
- ivsEdits (Windows)
- Lightworks (Windows, Linux, macOS)
- Microsoft Photos (Windows)[16]
- showbox.com (Windows, macOS)
- VideoPad Home Edition (Windows, macOS, iPad, Android)
- VSDC Free Video Editor (Windows)
- WeVideo (Web app)